# Ожегов, Сергей Анатольевич
Серге́й Анато́льевич О́жегов (18 июля 1979, Кирово-Чепецк, Кировская область — 2 декабря 2013, там же) — российский военнослужащий, заместитель командира взвода 6-й мотострелковой роты 506-го гвардейского мотострелкового полка 27-й гв. мотострелковой дивизии Приволжского военного округа, гвардии сержант. Участник Второй чеченской войны, Герой Российской Федерации (5 мая 2000 года).
Единственный вятский Герой Российской Федерации, получивший это звание за подвиг в чеченской кампании.

## Биография
Сергей Ожегов родился 18 июля 1979 года в городе Кирово-Чепецк Кировской области в семье рабочих. По национальности — русский. В 1994 году он окончил 8 классов гимназии № 1 города Кирово-Чепецка, а в 1997 году — профессионально-техническое училище № 6 по специальности «электрогазосварщик», после чего с сентября 1997 года работал по специальности в цехе № 82 ОАО «Завод полимеров» Кирово-Чепецкого химкомбината.
В ноябре 1997 года Ожегов был призван в Российскую Армию. Принял присягу в учебной части под Самарой, после чего там же прошел начальную подготовку. Срочную воинскую службу проходил в составе 6-й мотострелковой роты 506-го гвардейского мотострелкового полка 27-й гв. мотострелковой дивизии Приволжского военного округа, дислоцированной в поселке Тоцкое-2 Оренбургской области. Осенью 1999 года в составе своего полка, Сергей Анатольевич был направлен в командировку на Северный Кавказ, в ходе которой он принимал участие в проведении контртеррористической операции в Чеченской Республике.
В октябре 1999 года 506-й гвардейский мотострелковый полк проводил зачистку территории на склонах Терского хребта. По данным разведки на пути движения 6-й роты, в составе которой шел сержант Ожегов, должны были находиться укрытия боевиков, хорошо замаскированные огневые точки — «волчьи ямы». Сержант Ожегов, будучи заместителем командира взвода, совместно с командиром взвода младшим лейтенантом Константином Ситкиным вырвались вперед, обошли противника, и, когда боевики открыли огонь по основному подразделению, ударили по ним с тыла.
Сержант Ожегов стремительно спрыгнул в ближайший окоп, из которого вел подземный ход, и, ориентируясь на звуки выстрелов, бросился вперед. В темноте подземных ходов, минуя находившихся там боевиков, он вырвался к блиндажу, из которого боевики вели огонь из гранатомета, и уничтожил противника автоматной очередью.
После окончания боя было обнаружено, что укрепления боевиков представляли собой целую оборонительную систему: грамотно расположенные окопы, соединенные подземными ходами, бункеры в два этажа. Если бы не стремительные и профессиональные действия личного состава 6-й роты, террористы могли бы сопротивляться ещё очень долго. За этот бой командир батальона подполковник Морозов представил сержанта Ожегова и младшего лейтенанта Ситкина к присвоению геройского звания.
В конце октября 1999 года старший сержант Сергей Ожегов был демобилизован, после чего вернулся в родной город и устроился на работу.
5 мая 2000 года, Указом Президента Российской Федерации за мужество и героизм, проявленные в ходе проведения контртеррористической операции на территории Северо-Кавказского региона, гвардии сержанту Ожегову Сергею Анатольевичу присвоено звание Героя Российской Федерации с вручением особого знака отличия — медали «Золотая Звезда». Высокая награда была вручена Герою 1 июня 2000 года в Кремле.
С сентября 2000 года Ожегов работал в цехе № 57 завода минеральных удобрений Кирово-Чепецкого химического комбината. В 2001-2006 годах он состоял на государственной службе в Управлении Федеральной службы судебных приставов по Кировской области, последняя занимаемая должность — методист отдела гражданско-патриотического воспитания в государственном учреждении «Областной дворец молодёжи».
Вел активную общественную и политическую деятельность, избирался депутатом Кирово-Чепецкой городской Думы 4-го созыва (2011-2013).
Последние годы Сергей Ожегов жил в городе Кирово-Чепецк. Скончался 2 декабря 2013 года, был похоронен на кладбище «Злобино» в Кирово-Чепецке.

## Награды
- Герой Российской Федерации (5 мая 2000 года, медаль № 645)
- медали

## Память
- Имя Сергея Ожегова выбито на памятной стеле Героев, установленной у Дома офицеров Приволжско-Уральского военного округа в Самаре[4].